# ファー・イースト・ファミリー・バンド
ファー・イースト・ファミリー・バンド (Far East Family Band)は、日本のプログレッシブ・ロック・バンド。
後にヒーリング・ミュージックの大御所として成功を収めた宮下文夫を中心に、ファーラウト (Far Out)を前身として1973年に結成される。シンセサイザー奏者として脚光を浴びる喜多郎がキーボード奏者として在籍していたことでも知られる。
1976年のアルバム『多元宇宙への旅』ではドイツのシンセサイザー音楽の先駆者クラウス・シュルツェをプロデューサーに迎える。

## メンバー
- 宮下文夫 -ギター、キーボード、ボーカル
- 伊藤明（現・詳） - キーボード
- 高橋正明（現・喜多郎） - キーボード
- 福島博人（福島ヒロヒト） - ギター
- 深草彰（現・深草アキ） - ベース
- 高崎静夫（高崎しずお） - ドラム
- 原田裕臣 - ドラム

## ディスコグラフィ

### アルバム
- 『日本人』 - Far Out (1973年) ※ファーラウト名義
- 『地球空洞説』 - "The Cave" Down To The Earth (1975年)
- 『多元宇宙への旅』 - Parallel World (1976年) ※旧邦題『パラレル・ワールド』
- 『ニッポンジン』 - Nipponjin - Join Our Mental Phase Sound (1976年) ※コンピレーション
- 『天空人』 - Tenkujin (1977年)